# Zuriaake
Zuriaake (čínsky v českém přepisu Cang-š’-chu, pchin-jinem Zàngshīhú, znaky 葬尸湖) je čínská black metalová hudební skupina. Byla založena v roce 1998 v Ťi-nanu.

## Historie
Skupina byla založena v roce 1998 ve městě Ťi-nan v čínské provincii Šan-tung hudebníky známými pod přezdívkou Bloodsea a Bloodfire. V roce 2004 kapelu doplnil Deadsphere. Od roku 2008 do roku 2012 kapela omezila svoji činnost z důvodu absence Bloodfira, který absolvoval univerzitní studium v Berlíně. V roce 2015 kapela vydala nové úspěšné album Gu Yan. V roce 2017 skupina poprvé vystoupila v Evropě na festivalu Steelfest Open Air ve městě Hyvinkää ve Finsku. V roce 2018 kapela vystoupila na metalovém festivalu Roadburn v Nizozemsku a festivalu Brutal Assault v ČR v Josefově u Jaroměře. V roce 2019 byla součástí festivalu Wacken Open Air v Německu.
Inspiraci pro texty svých skladeb kapela čerpá v čínské mytologii. Při koncertech užívají různé čínské tradiční hudební nástroje a atmosférický hazer. Členové kapely nosí ikonický čínský tradiční slaměný kuželový klobouk. Mezi zdroje své inspirace kapela uvádí kapely jako jsou Bathory, Mayhem, Abigor, Burzum a Ulver. Název kapely je metaforou na smrt čínského antického básníka Čchü Jüana a doslova znamená „Jezero pohřbených mrtvol“.

## Diskografie
Studiová alba
- Afterimage of Autumn (奕秋; 2007)
- Gu Yan (孤雁; 2015)

Kompilační alba
- Autumn Of Sad Ode / Ghost Ritual (2023)

Split nahrávky
- Autumn of Sad Ode / Siming of Louian (悲赋之秋 / 司命楼兰; 2005)

EP
- Winter Mirage (冬霾; 2012)
- Gu Yan (孤雁; 2015)
- Resentment in the Ancient Courtyard (深庭; 2019)

Singly
- Tomb Sweeping (2013)
- Yao Ji (妖祭; 2015)

## Videografie
Videa
- Live in Beijing (2015)